# Plecia peruviana
Plecia peruviana är en tvåvingeart som beskrevs av Hardy 1961. Plecia peruviana ingår i släktet Plecia och familjen hårmyggor.
Artens utbredningsområde är Peru. Inga underarter finns listade i Catalogue of Life.